# (74442) 1999 CJ9
(74442) 1999 CJ9 – planetoida z pasa głównego asteroid okrążająca Słońce w ciągu 5,59 lat w średniej odległości 3,15 j.a. Odkryta 8 lutego 1999 roku.